# Dysphania patula
Dysphania patula là một loài bướm đêm trong họ Geometridae.